# Scaphytopius quinquenotus
Scaphytopius quinquenotus är en insektsart som beskrevs av Delong 1943. Scaphytopius quinquenotus ingår i släktet Scaphytopius och familjen dvärgstritar. Inga underarter finns listade i Catalogue of Life.